# Фінлей (річка)
Фінлей (англ. Finlay River) — річка в Канаді, що тече територією центральної та північної Британської Колумбії. Починається в озері Тутаде горах Омінека, тече спочатку на північ, потім повертає на південь і вливається в штучне озеро Вілістон, де бере початок річка Піс.
- Сточище 43 тис. км².
- Середня витрата води 600 м³/сек.

Уздовж річки немає міст, але є невеличке індіанське поселення Форт-Вере, розташоване біля гирла річки Варнерфорд.
Річка Фінлей названа на честь дослідника Джона Фінлея, який вперше побачив її в 1797 році. Першим європейцем, що в 1824 році пройшов усю довжину річки до її джерела, був торговець хутром і дослідник Самуел Блек.

## Головні притоки Фінлея
- Оспіка
- Індженіка
- Варнефорд
- Фокс
- Тудогоні
- Файрстіл